# Ланча Е290
Ланча Е290 е италиански електрически товарен автомобил, произвеждан от Ланча.

## История
Производството на Ланча Е290 започва през 1941 година. Преводното средство използва електрически двигател TIBB GLM 180/4B – GLM 108/4 с мощност 6,5 kW. Батериите са разположени по дължината между предните и задните мостове. И двата двигателя, чиято мощност е обратима, задвижват движението им през единична редукторна предавка, което им позволява да се движат толкова бързо, колкото и напред, толкова и назад. Използван е в армията и като превозвач на мляко в италианския град Бреша.

## Производство
- Ланча Е290 – 39 броя
- Ланча Е291 – 139 броя